# 霍氏黃鱔
霍氏黃鱔為輻鰭魚綱合鰓目合鰓魚科的其中一種，分布於亞洲印度阿薩姆邦的淡水流域，體長可達22公分，棲息在水淺的丘陵溪流，雄魚會築巢，屬肉食性。